# Hochschild Kohn's
Hochschild Kohn's, ook bekend als Hochschild-Kohn of kortweg Hochschild's, was een Amerikaanse warenhuisketen uit de 20e eeuw, gevestigd in Baltimore, Maryland . Het begon in 1897 als een partnerschap tussen Max Hochschild, Benno Kohn en zijn broer Louis B. Kohn. Hochschild-Kohn & Company opende dat jaar een winkel in het centrum van Baltimore, op de noordwesthoek van Howard Street en Lexington Street. De keten sloot in 1984.

## Geschiedenis
Max Hochschild was een Joodse immigrant uit Hessen, Duitsland, terwijl Benno en Louis B. Kohn in Amerika geboren zonen waren van Joodse ouders die vanuit Beieren emigreerden. Het bedrijf floreerde en kocht in 1912 een gebouw op North Howard Street 208. Toen Hochschild-Kohn in 1922 werd opgericht, was het het grootste warenhuis van Baltimore. In 1922 startte het bedrijf het platenlabel Belvedere. Vanwege ruimtegebrek werd in 1923 het grootste deel van het blok tussen Howard Street, Franklin Street, Park Street en Centre Street gekocht, met het oog op de bouw van een nieuwe, modernere en ruimere winkel. Financiële problemen en het aftreden van Max Hochschild als president leidden er echter toe dat het plan werd opgegeven. 
Benno Kohn stierf in 1929. Het management bestond destijds uit Irving Kohn (de zoon van Louis) als voorzitter en Walter Sondheim en Walter Kohn als vice-voorzitter. Hoewel Hochschild-Kohn werd gefinancierd met aandelen van het bedrijf, werd het nog steeds gerund als een partnerschap. Destijds werden de plannen voor een nieuw gebouw op Howard Street en Franklin Street afgeblazen. Het gebouw op Lexington Street werd verhuurd, verbeterd en verbonden met het terrein op Howard Street en Lexington Street.
Tijdens de Grote Depressie daalde de omzet van Hochschild-Kohn meer dan de totale omzet van andere warenhuizen in Baltimore. De verkoopcijfers waren bijna vijftig procent lager dan in 1930, het ergste jaar van de depressie. Ook de onenigheid tussen Irving en Walter Kohn, die in 1935 met pensioen ging, had gevolgen voor het management. Het management bestond destijds uit Irving Kohn, Walter Sondheim en Martin Kohn. Nadat Walter Sondheim in 1943 door ziekte minder actief werd en Irving Kohn in 1945 overleed, werd Martin B. Kohn voorzitter van de winkel. Louis Kohn II en Walter Sondheim Jr. waren vice-voorzitter.
In december 1969 werd Hochschild's overgenomen door Supermarket's General, waarbij de overnameprijs niet bekend werd gemaakt. Onder Supermarket's General hanteerde Hochschild Kohn het principe 'concurreer of word vertrapt'. De vestiging van het bedrijf in York, Pennsylvania, werd geopend op 27 september 1968, gevolgd door de grote vestiging in The Mall in Columbia op 2 augustus 1971. Voorzitter Louis B. Kohn II noemde de opening van de Columbia-winkel "het begin van een nieuw tijdperk voor Hochschild's." Andere latere locaties waren onder meer in de Freestate Mall in Bowie, Maryland. De vestiging in Bowie was de laatste nieuwe vestiging van Hochschild's. In 1984 sloot Supermarket's General Hochschild's als keten en veel van de Hochschild-Kohn-winkels werden later dat jaar overgenomen door Hutzler's. Tot deze winkels behoorden onder meer die in de Harundale Mall en de Security Square Mall, destijds de winkel met de grootste omzet van Hochschild.